# Pacemaker

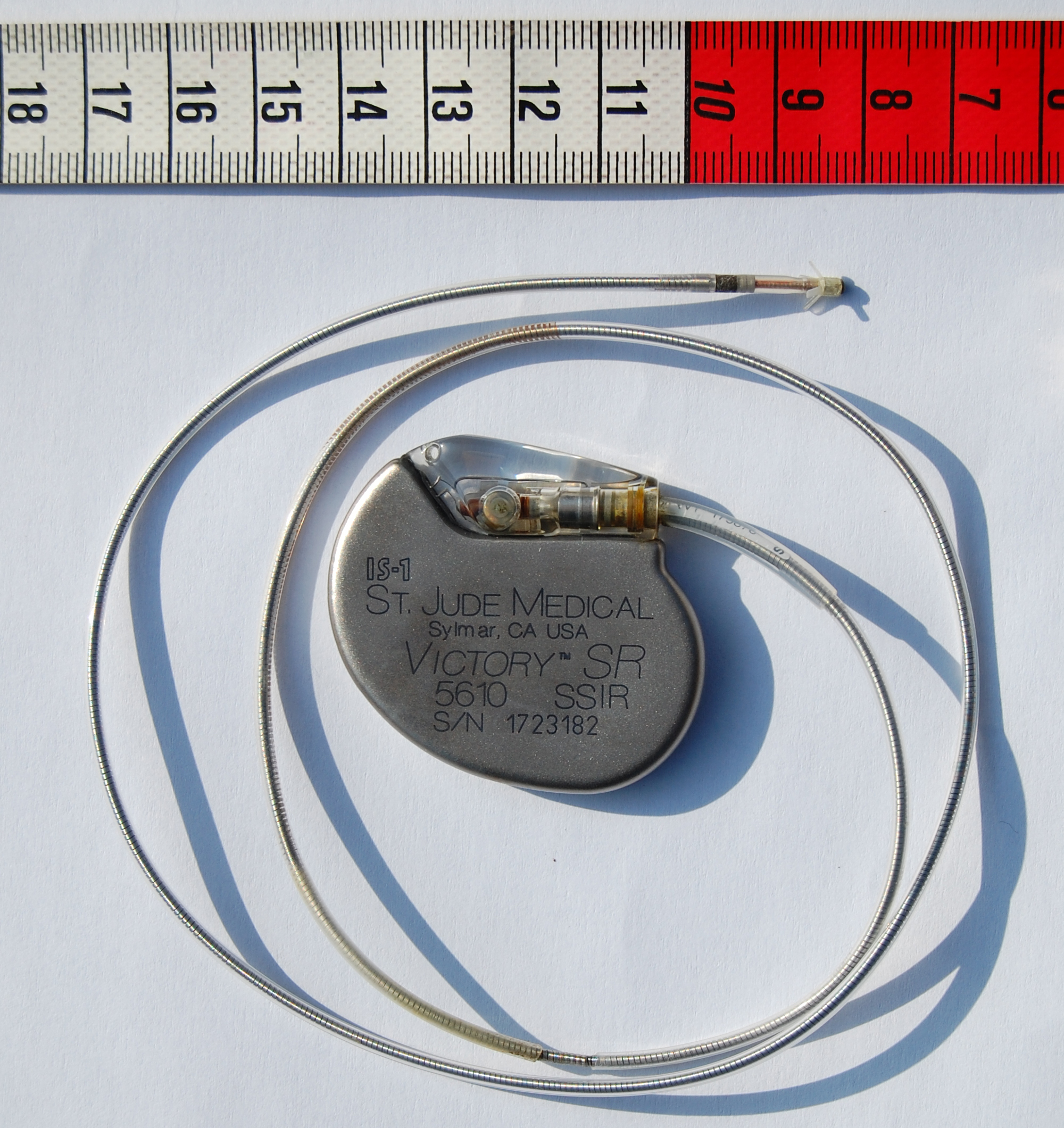
Pacemaker con elettrocatetere

Per pacemaker artificiale (in italiano segnapassi artificiale), conosciuto anche come cardiostimolatore o stimolatore cardiaco, si intende un apparecchio capace di stimolare elettricamente la contrazione del cuore quando questa non viene assicurata in maniera normale dal tessuto di conduzione cardiaca.

## L'attivazione elettrica del cuore
Il tessuto cardiaco dal quale, in condizioni normali, prende origine l'impulso fisiologico (o comunque autologo) che provoca il battito del cuore, è chiamato con il nome di nodo senoatriale (SA) ed è posizionato nella sommità dell'atrio destro. Da qui l'impulso elettrico si propaga a entrambi gli atri, facendoli contrarre, e poi fino al nodo atrioventricolare, una struttura collocata in prossimità della valvola tricuspide, che ha la funzione di trasmettere il segnale elettrico verso i ventricoli, permettendo al contempo un suo rallentamento (che consente di ottimizzare il tempo di riempimento dei ventricoli).
Se il nodo senoatriale non funziona, un'altra porzione del tessuto cardiaco assumerà il ruolo di pacemaker, solitamente a una frequenza minore del nodo SA.
Se il cuore batte a una frequenza inferiore a 40 battiti per minuto ("bradicardia"), oppure sono presenti frequenti e prolungate pause (asistolia), la contrazione cardiaca non sarà emodinamicamente stabile, e si renderà necessario l'utilizzo di uno stimolatore cardiaco.
La bradicardia non è necessariamente un problema per tutti; ad esempio gli atleti, o comunque le persone allenate, possono avere una frequenza a riposo molto bassa senza che questo porti alcun problema emodinamico. Addirittura, col riposo notturno, la frequenza diminuisce ulteriormente senza procurare particolari disturbi.

## Stimolatore cardiaco
Lo stimolatore cardiaco è un dispositivo medico, che funge da ausilio alla funzione cardiaca per soggetti nei quali il normale ritmo risulta non emodinamicamente adeguato.
Inventato dall'ingegnere e inventore statunitense Wilson Greatbatch nel 1960 ha oggi assunto un ruolo preminente nella terapia di molte malattie cardiache, sia per impedire aritmie indotte da una patologia cronica, sia per prevenire alterazioni del ritmo cardiaco a insorgenza sporadica che possono avere prognosi infausta. Tale diffusa utilizzazione è stata possibile sia utilizzando tecnologie elettroniche, caratterizzate da assorbimento di corrente estremamente modesto e alto grado di miniaturizzazione, sia per la possibilità di utilizzare materiali biocompatibili complessi, con i quali è possibile rendere ideali le funzioni di accoppiamento stimolatore-miocardio.
Le persone che portano uno stimolatore cardiaco possono svolgere attività professionali, sportive e di tempo libero come di consueto.
Poiché apparecchi elettromagnetici possono interferire con lo stimolatore cardiaco, il portatore di pacemaker deve portare sempre con sé un documento che identifichi il proprio stato e le caratteristiche tecniche dello strumento.

### Funzione e caratteristiche
Il pacemaker è un generatore di impulsi elettrici che stimolano la contrazione di una o più camere del cuore, per far sì che il cuore possa svolgere il suo ruolo di pompa. Tali impulsi possono essere autonomi, cioè è il pacemaker stesso che decide quando erogarli in base alla propria programmazione (es. un pacemaker programmato per stimolare il cuore a una frequenza di 60 battiti/minuto, erogherà un impulso ogni secondo), oppure a innesco (cioè stimolati da una causa naturale): è questo il caso per esempio dei pacemaker che rilevano l'attività dell'atrio destro e stimolano conseguentemente il ventricolo destro, indicati per i pazienti con blocco atrio-ventricolare e detti pacemaker bicamerali.
Dal punto di vista tecnologico, il pacemaker applica gli impulsi elettrici al cuore mediante uno, due o tre elettrocateteri (a seconda del tipo di pacemaker).
Gli elettrocateteri, o elettrodi, sono dei fili conduttori che permettono che l'impulso elettrico emesso dal pacemaker venga trasmesso al tessuto muscolare cardiaco. Sono generalmente composti da un corpo in silicone o in poliuretano, all'interno del quale sono presenti dei canali cavi che contengono i fili conduttori veri e propri. Gli elettrodi possono essere monopolari (un solo filo conduttore, il catodo è la punta dell'elettrodo nel cuore e l'anodo è solitamente costituito dalla cassa metallica dello stimolatore cardiaco) oppure bipolari (due fili conduttori, anodo e catodo entrambi interni al cuore).
Gli elettrocateteri sono introdotti generalmente attraverso la vena succlavia, la vena brachiocefalica o la vena ascellare, preferibilmente tutte di sinistra e da lì condotti nelle cavità cardiache.
I circuiti, la batteria e gli altri componenti interni dello stimolatore sono racchiusi in una cassa ermetica realizzata in titanio, cui vengono connessi gli elettrocateteri una volta posizionati nel cuore.
Le dimensioni fisiche dello stimolatore cardiaco sono molto contenute: peso circa 20 g, volume circa 10 cc. Funziona alimentato da particolari batterie, solitamente litio-iodio, con un'autonomia di circa 7/8 anni (il dato è puramente indicativo in quanto la longevità può variare anche sensibilmente, in relazione alla modalità di programmazione del dispositivo, al tipo, alle condizioni cliniche del paziente, ecc.).
Giunto all'esaurimento della batteria il pacemaker viene rimosso e sostituito con un nuovo dispositivo che viene collegato agli stessi elettrocateteri, dopo averne verificata l'integrità.

### L'intervento
L'intervento chirurgico è di piccola entità e si può effettuare senza problemi e senza particolari preparativi anche nelle persone anziane. L'operazione dura un'ora e mezza circa e richiede generalmente una degenza in ospedale di due giorni.

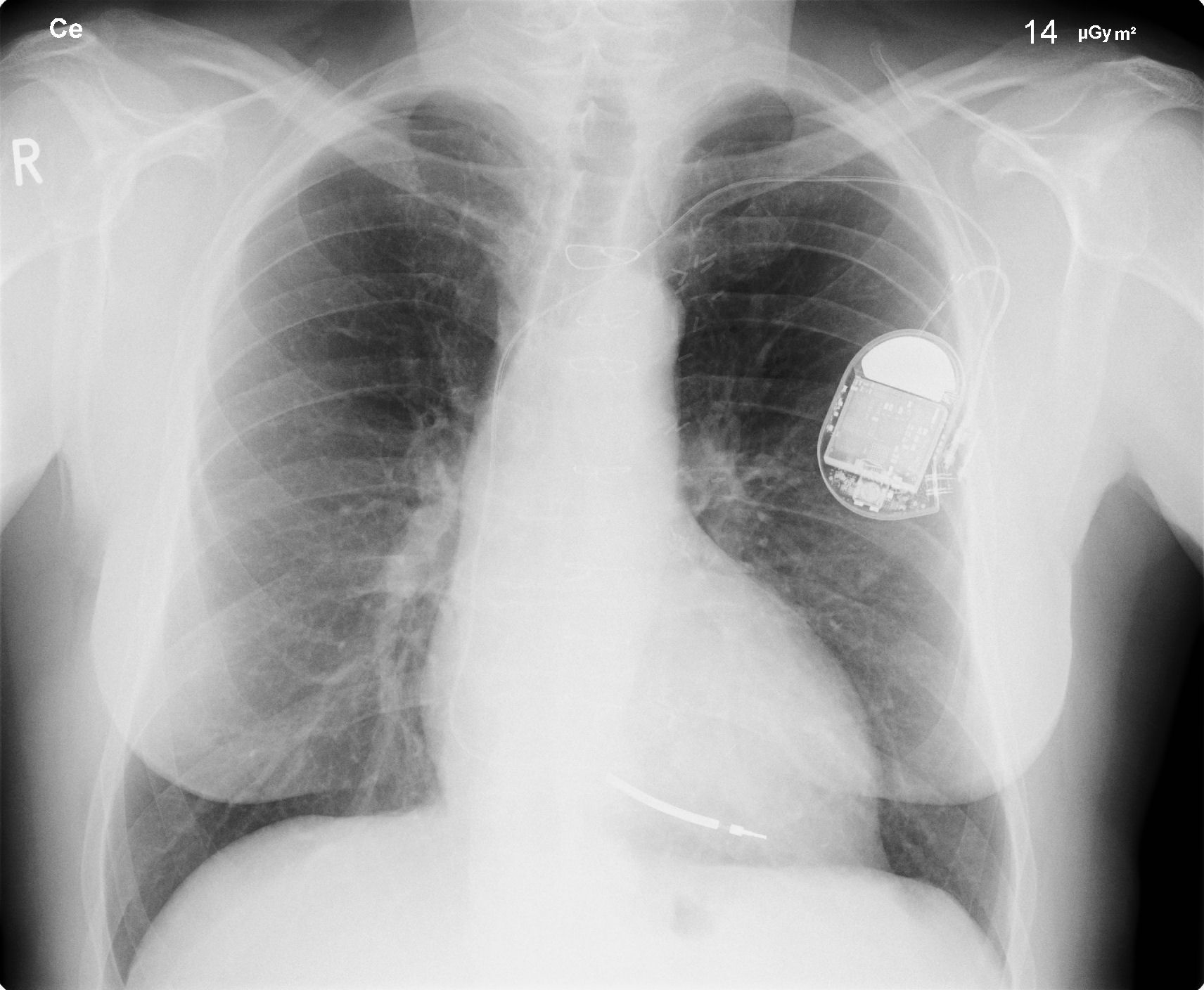
Immagine ai raggi X di pacemaker. Sono evidenti gli elettrocateteri.

In anestesia locale si individua e si punge la vena sinistra più adeguata attraverso la quale verrà poi introdotto l'elettrocatetere; si pratica poi una piccola incisione della pelle, generalmente nella regione pettorale sinistra in corrispondenza della clavicola, di circa 4-5 cm. Attraverso questa incisione, viene creata una "tasca" sottocutanea che permette di accogliere il pacemaker.
La scelta della zona toracica sinistra per la tasca di alloggiamento del dispositivo, oltre che alla puntura della vena che ne sta al di sopra, è legata all'accortezza di posizionarla dalla parte dell'arto meno usato nella quotidianità: questo per limitare i possibili fastidi, se non danni, al sistema in toto. La presenza del mancinismo nel mondo è, infatti, poco più del 10% dell'intera popolazione.
Attraverso un opportuno introduttore l'elettrocatetere viene inserito nella vena precedentemente punta e viene poi sospinto fino alla vena cava superiore e infine nel cuore, il tutto sotto controllo radiologico. L'estremità dell'elettrocatetere viene saldamente fissata nel ventricolo destro.
Se lo stimolatore cardiaco funziona con due elettrocateteri (pacemaker bicamerale), il secondo viene fissato allo stesso modo nell'atrio destro.
Alcuni particolari pacemaker sono dotati inoltre di un terzo elettrocatetere (pacemaker biventricolari) che viene posizionato con lo scopo di stimolare anche il ventricolo sinistro. Tale elettrocatetere viene inserito percorrendo a ritroso il seno coronarico e permette di sincronizzare l'attività elettrica, e di conseguenza la contrazione, dei due ventricoli tra loro. Questa particolare modalità di stimolazione è denominata terapia di resincronizzazione ventricolare ed è indicata per pazienti affetti da insufficienza cardiaca e blocco di branca sinistra.

## Pacemaker senza elettrocateteri (detto anche "leadless pacemaker" o "pacemaker senza fili")
Negli ultimi anni sono stati introdotti nuovi sistemi di stimolazione che, grazie alla miniaturizzazione, hanno permesso di ridurre il sistema 'pacemaker+elettrocatetere' a una singola capsula, interamente contenuta all'interno del cuore, eliminando l'elettrocatetere.

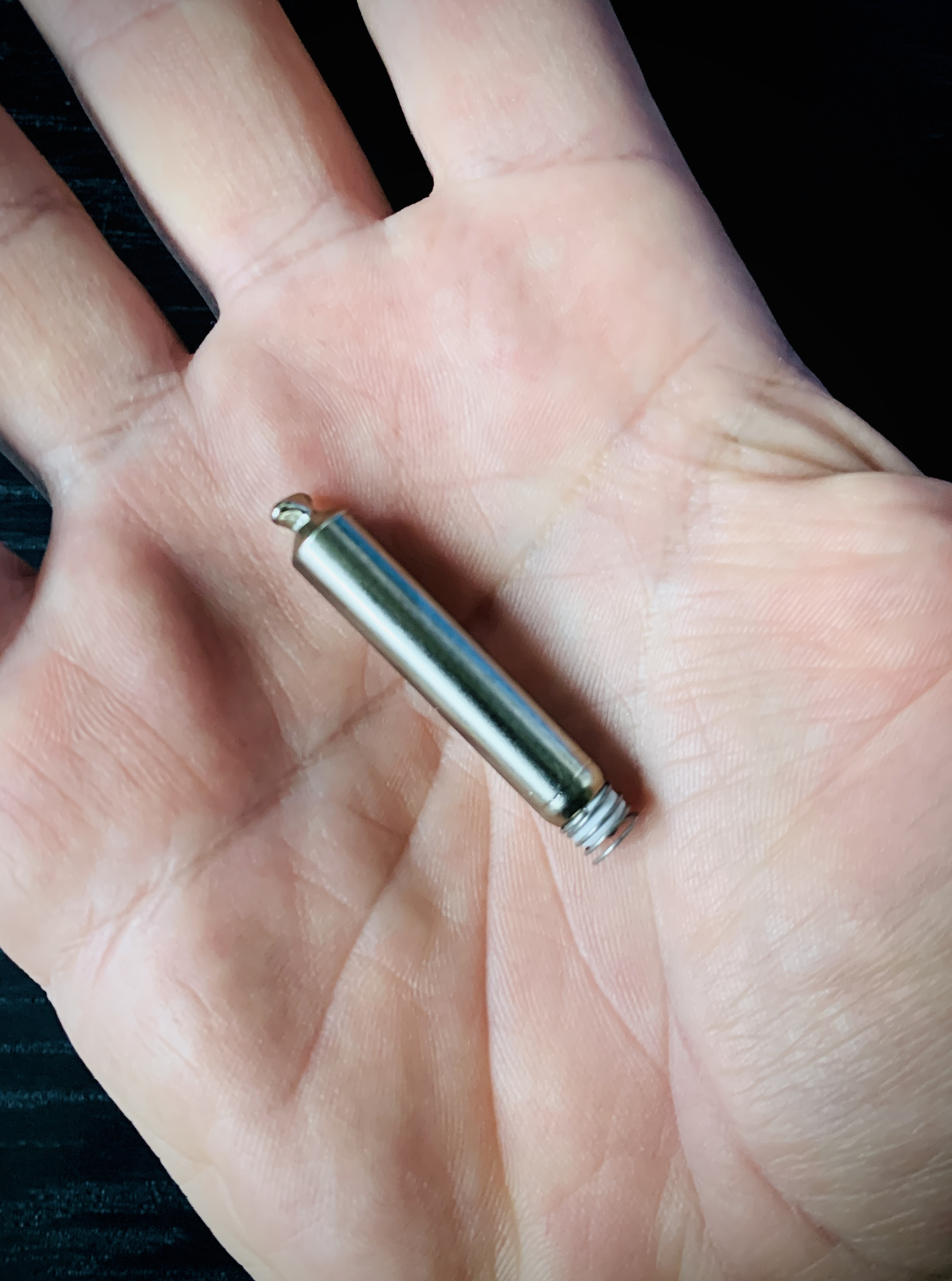
Pacemaker senza elettrocateteri (leadless)

Questa capsula, con un volume ridotto a circa 2-3 cc, contiene al suo interno sia la batteria, sia l'elettronica, sia il sistema di trasmissione dell'impulso alla parete cardiaca. La capsula viene posizionata all'interno del cuore mediante un opportuno sistema di posizionamento, introdotto dalla vena femorale destra, e si aggancia alla parete cardiaca.
Questa tecnologia consente un impianto sostanzialmente "invisibile" (nessuna ferita, nessuna tasca sottocutanea per collocare il pacemaker) e una riduzione significativa delle complicanze legate all'impianto tradizionale, in particolare a medio-lungo termine, quali sanguinamenti della tasca sottocutanea, dislocamento/rottura degli elettrocateteri, infezioni del sistema.
Una prima versione di questo dispositivo, prodotta dall'azienda Medtronic (Minneapolis, MN) e denominata MICRA VR, è stata immessa in commercio nel 2015 ed è caratterizzata da un sistema di ancoraggio a 4 alette flessibili in nitinolo. MICRA VR, una volta fissato in ventricolo destro, è in grado di stimolarlo a fronte di asistolia o bradicardia. Successivamente la stessa azienda ha prodotto una seconda versione, denominata MICRA AV, strutturalmente simile alla prima ma con una nuova funzione che permette di stimolare il ventricolo in maniera sincronizzata con l'attività dell'atrio, riproducendo quello che avviene in un cuore sano.
Un ulteriore modello di pacemaker leadless è stato introdotto in commercio nel 2022 dall'azienda statunitense Abbott (Chicago, IL).
Il dispositivo, denominato AVEIR LP, è caratterizzato da una batteria a lunga durata e da un sistema di ancoraggio progettato per permettere la rimozione del pacemaker al termine della durata della batteria. Tale dispositivo è presente in due differenti modelli, uno per il ventricolo destro e un secondo, più piccolo, per l'atrio destro. Se utilizzati entrambi, i dispositivi sono in grado di comunicare automaticamente tra loro, ricreando un pacemaker bicamerale (DDD) e permettendo una stimolazione più naturale del cuore e il trattamento di un più ampio spettro di patologie del ritmo cardiaco.

## Tipi
Per la denominazione degli stimolatori cardiaci vengono utilizzate cinque lettere, il cui significato segue questo schema:
1. Luogo della stimolazione: A atrio, V ventricolo, D=A+V
2. Luogo di rilevazione del segnale autologo: come sopra
3. Tipo di funzione: I inibizione, T trigger, D=I+T
4. Tipo di programmazione: M multiprogrammabile, R adattabile sulla base dei dati raccolti dal sensore di attività
5. Funzione antitachiaritmia: 0 assente, P stimolazione antiaritmica.

Stimolatore VVI
Il più frequentemente utilizzato, indicato in particolare per la bradicardia in presenza di fibrillazione atriale.
Fondamentale nella programmazione di un stimolatore VVI è la definizione del limite della frequenza minima. Il pacemaker, al termine di ogni ciclo con tale frequenza minima, stimola automaticamente il ventricolo, a meno che esso rilevi prima della fine del ciclo una depolarizzazione intrinseca del miocardio ventricolare.
Stimolatore AAI
Usato nei deficit isolati della funzione sinusale con conduzione AV intatta.
Il paziente non deve avere fibrillazione atriale intermittente. La stimolazione avviene se la frequenza minima attesa non è soddisfatta. L'attività propria del seno inibisce lo stimolatore. Il vantaggio rispetto al pacemaker VVI è che permette di conservare la sincronia AV, con un miglioramento, rispetto al VVI del 20% della portata cardiaca. Lo svantaggio è legato all'eventuale evoluzione della malattia: se al deficit della funzione sinusale dovesse in futuro affiancarsi anche un blocco atrio-ventricolare, il dispositivo non potrebbe far fronte a questo problema e il paziente tornerebbe a presentare episodi di bradicardia o asistolia.
Stimolatore DDD
In un paziente con blocco atrio-ventricolare lo stimolatore a doppia camera sequenziale permette di intervenire ripristinando la corretta sequenza di eccitazione (e quindi di contrazione) delle camera cardiache.
In un paziente con deficit della funzione del nodo del seno permette di sopperire a tale deficit, come il pacemaker AAI, mantenendo allo stesso tempo una funzione di controllo sull'eccitazione ventricolare, per poter intervenire in caso di blocco atrio-ventricolare.
Stimolatori con funzione R (Rate Responsive)
VVI-R è indicato nelle bradiaritmie con fibrillazione atriale.
DDD-R nelle malattie di entrambi i nodi SA e AV

Questi permettono un adattamento in tempo reale della frequenza alle attività di tutti i giorni e vengono utilizzati nei pazienti con insufficienza cronotropa, cioè pazienti il cui cuore non aumenta/riduce la frequenza cardiaca in maniera coerente con le attività svolte dal paziente.
Nella maggior parte dei pacemaker con questa funzione, la frequenza viene parametrata sulla base delle oscillazioni di un componente piezoelettrico contenuto nel dispositivo stesso (che vibra a seconda del movimento del paziente): un maggiore movimento (ad esempio durante una camminata), porta maggiori oscillazioni, che vengono tradotte in un aumento di frequenza da parte del pacemaker.
In altri casi la frequenza può essere parametrata in base alla frequenza respiratoria, all'attività muscolare (misurando l'impedenza), alla temperatura corporea, al tasso di ossigeno o altro.
La funzione Rate Responsive è ormai disponibile in tutti i pacemaker moderni.
Stimolatori con funzioni antitachicardiche (-P)
Indicati in caso di tachiaritmie atriali recidivanti, in particolar modo la fibrillazione atriale parossistica.
Sono pacemaker dotati di funzioni di prevenzione delle aritmie atriali (che agiscono prevalentemente cercando di regolarizzare il ritmo) e altri dotati anche di funzioni di riconoscimento e terminazione delle aritmie atriali, tramite stimolazioni rapide a frequenza più elevata di quella dell'aritmia stessa. Vengono generalmente indicati con la sigla DDDRP.
In caso di presenza (o di rischio) di aritmie ventricolari pericolose per la vita del paziente, in luogo di un elettrostimolatore che corregga il disturbo di conduzione elettrico, viene invece utilizzato il defibrillatore cardiaco impiantabile, che ha la possibilità di riconoscere tali aritmie e intervenire per interromperle con uno shock elettrico appropriato.

### Funzioni avanzate
I pacemaker, indipendentemente dal tipo, possono essere caratterizzati da funzioni avanzate, in particolare possono essere dotati di monitoraggio remoto (telemedicina) e possono essere caratterizzati dalla compatibilità con esami di risonanza magnetica nucleare. Il monitoraggio remoto è un servizio che si realizza mediante un monitor che il paziente installa presso il proprio domicilio o mediante una APP che si installa sullo smartphone del paziente, e che permette di trasmettere all'ospedale/medico di riferimento i dati contenuti nel dispositivo, comprendenti dati di sicurezza (es. stato di carica della batteria, funzionamento degli elettrocateteri, ecc.) e dati diagnostici (es. episodi aritmici avvenuti, stato di compenso del paziente, presenza di fibrillazione atriale). La trasmissione dei dati avviene dal dispositivo al monitor/smartphone e da quest'ultimo, via GSM, al server centrale che rende poi disponibili le informazioni al medico via web.
Questa funzione permette di ridurre drasticamente la necessità per il paziente di controllare il funzionamento del pacemaker presso l'ospedale e aumenta la tempestività di intervento in caso avvengano eventi significativi.
La compatibilità con esami di risonanza magnetica nucleare (o compatibilità MRI) é una recente innovazione tecnologica che permette al paziente portatore di pacemaker di sottoporsi a esami di risonanza magnetica nucleare, esami che prima di questa innovazione erano assolutamente controindicati perché potevano generare vari problemi al pacemaker, alcuni dei quali potenzialmente rischiosi per il paziente.
La compatibilità è generalmente ristretta a esami effettuati con macchinari per risonanza con potenza di 1,5 tesla, anche se per alcuni dispositivi negli ultimi anni è stata introdotta anche la possibilità di effettuare esami con macchinari a 3 tesla.
Tra i pacemaker compatibili con risonanza si devono poi distinguere i pacemaker compatibili Total-Body (con i quali il paziente può essere sottoposto a esami di risonanza in qualsiasi parte del corpo) e i pacemaker compatibili MRI con limitazioni (che generalmente limitano la possibilità di effettuare esami di risonanza escludendo il busto).
Nel 2025 I ricercatori della Northwestern University hanno pubblicato su Nature uno studio relativo a un pacemaker più piccolo di un chicco di grano, iniettabile con una siringa, biocompatibile ed eliminabile dal corpo, senza richiedere interventi chirurgici di impianto/estrazione (con rischio di infezioni e danni ai tessuti). Esso è 1,8 mm di larghezza, 3,5 mm di lunghezza e 1 mm di spessore. Utilizza una cella galvanica per generare impulsi elettrici, attivata da un interruttore luminoso che riceve segnali da un dispositivo indossabile. È progettato per pazienti che richiedono una stimolazione temporanea, ad esempio neonati con malformazioni cardiache congenite.

### Funzione magnete
I pacemaker (e così i defibrillatori cardiaci impiantabili) sono dotati di una funzione magnete, che permette di modificarne il funzionamento attraverso il posizionamento di un magnete (generalmente ad anello) in prossimità della tasca sottocutanea dove sono collocati.
In linea di massima i pacemaker, soggetti al campo magnetico, si programmano temporaneamente in una modalità a frequenza costante (generalmente 65 bpm) e non sincrona (cioè erogano gli impulsi indipendentemente dalla presenza di eventuali impulsi autologhi), mentre i defibrillatori non modificano la modalità in cui stimolano ma invece sospendono le terapie di defibrillazione.
Il magnete a seconda del produttore può avere una differente intensità di campo minima (generalmente è di 90 gauss se misurata a 3,8 cm o 1,5 pollici dalla superficie del magnete).
Un'esposizione a intensi campi magnetici (superiori a 10 gauss o 1 mT) può attivare involontariamente la funzione del magnete.